# Burnt Creek-Riverview, Bắc Dakota
Burnt Creek-Riverview là một lãnh thổ chưa tổ chức thuộc quận Burleigh, tiểu bang Bắc Dakota, Hoa Kỳ. Năm 2010, dân số của nơi này là 2.254 người.